# SS Savannah

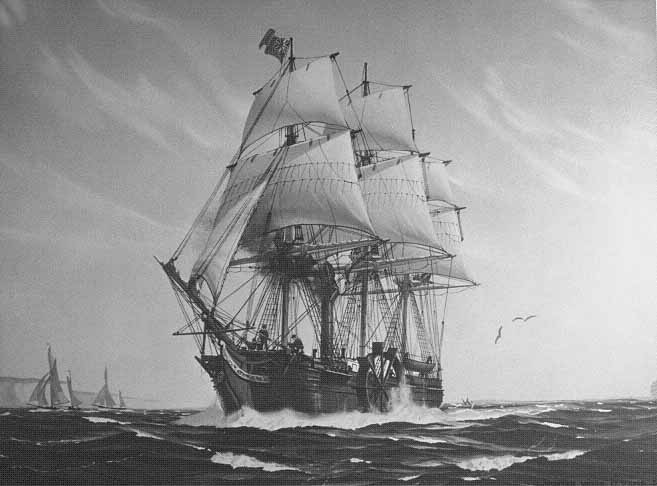
Pintura do SS Savannah por Hunter Wood, 1819.

O SS Savannah foi um navio a vapor com rodas de pás/veleiro híbrido, construído em 1818 em Nova Iorque, Estados Unidos. É notável por por ter sido o primeiro navio a vapor do mundo a cruzar o Oceano Atlântico, um feito conseguido entre 24 de maio e 20 de junho de 1819, embora apenas uma parte da distância tenha sido efetivamente percorrida com propulsão a vapor. Apesar desta viagem histórica, o SS Savannah foi um fracasso comercial como navio a vapor e foi reconvertido em veleiro pouco depois de voltar da Europa.
O SS Savannah naufragou ao largo de Long Island em 5 de novembro de 1821. Nenhum outro navio a vapor de propriedade americana cruzaria o Atlântico por quase trinta anos após a viagem pioneira de Savannah. Dois navios a vapor britânicos, o SS Great Western de Brunel e o SS Sirius de Menzies, foram para Nova York em 1838, ambas as viagens feitas apenas a vapor.